# Arthur Roy Brown
Đại úy Arthur Roy Brown, DSC & Bar, (23 tháng 12 năm 1893 - 9 tháng 3 năm 1944) là một phi công bay chiến tranh thế giới thứ nhất của Canada với 10 chiến thắng trên không. Không quân Hoàng gia chính thức ghi nhận việc Brown bắn hạ Manfred von Richthofen, "Nam tước đỏ" (có vẻ như thực tế đã bị bắn hạ bởi súng dưới mặt đất). Các sử gia hiện đại nhất trí rằng xạ thủ Úc trung sỹ [Cedric Popkin] là người có nhiều khả năng đã bắn hạ Nam tước đỏ. Điều ít được biết đến hơn là Brown không bao giờ mất một phi công trong chuyến bay của mình trong chiến đấu, một sự khác biệt hiếm hoi cho chỉ huy đơn vị không quân của cuộc chiến đó. Điều này là do yêu cầu của ông về một giai đoạn "đột nhập", trong đó phi công mới bay qua các cuộc chiến chỉ để xem cách họ làm việc.

## Tiểu sử
Brown sinh ra trong gia đình có cha mẹ lớp thượng lưu ở Carleton Place, 30 dặm (50 km) về phía tây của Ottawa. Gia đình ông vẫn còn tồn tại, nằm ở 38 Mill Street, chỉ cần xuống từ Tòa thị chính. Ông là con giữa trong gia đình năm con. Ông có hai chị gái lớn tuổi, Margaret và Bessie, và hai em trai, Horace và Howard. Cha ông đã bắt đầu kinh doanh với tư cách là một nhà máy xay xát, nhưng đã tách ra thành thế hệ điện khi lưới điện đầu tiên được thiết lập vào khoảng đầu thế kỷ 20. Cha của anh ta cuối cùng đã sở hữu một công ty điện trong thị trấn.
Mặc dù Brown đã học tốt ở trường trung học, anh chuyển sang một trường kinh doanh để học kế toán để cuối cùng có thể tiếp quản công việc gia đình. Sau khóa học này, anh muốn tiếp tục học đại học để theo học quản trị kinh doanh, nhưng anh cần học sinh trung học, mà anh không có kỹ thuật. Ông đã tham dự một khóa học tại Trường Trung học Victoria ở Edmonton từ năm 1913-15 và có bằng tốt nghiệp trung học. Ở đó anh đã kết bạn với Wilfrid R. "Wop" tháng năm.

## Bay huấn luyện
Brown gia nhập vào năm 1915 với tư cách là một Cán bộ Chỉ huy tại Đội ngũ Huấn luyện viên Quân đội. Như là một điều kiện tiên quyết để tham gia Cục Không quân Hoàng gia Brown nhận được huấn luyện bay tại Trường Bay Wright gần Dayton, Ohio, từ tháng 9 đến tháng 11 năm 1915. Anh đã được trao tặng bằng chứng thí điểm Aero Club of America của Hoa Kỳ số 361 vào ngày 13 tháng 11, Và được xác nhận là một tiểu trung thành chuyến bay trong RNAS vào ngày 15.

## Thời gian sống
1. ↑  "Roy Brown". The Aerodrome. 2016. Truy cập ngày 9 tháng 9 năm 2016.
2. ↑  Franks & Bennett (1997)
3. ↑  Miller, Dr. Geoffrey (1998). "The Death of Manfred von Richthofen: Who fired the fatal shot?". Sabretache: Journal and Proceedings of the Military History Society of Australia. Quyển XXXIX số 2.
4. ↑  "Who Killed the Red Baron?". Nova. Mùa 31. Tập 2. ngày 7 tháng 10 năm 2003. PBS.
5. ↑  "No. 29772". The London Gazette. ngày 3 tháng 10 năm 1916.